# Samuel Salmson
Semmy (Samuel) Salmson, född 17 oktober 1812 i Stockholm, död där 28 mars 1860, var en svensk hovgravör och bokhandlare.

## Biografi
Samuel Salmson var son till hovgravören Salm Salmson och Fredrika Moses och växte upp i ett konstnärligt hem, där sju av hans elva syskon kom att arbeta med kulturella uppgifter. Han utbildades till gravör av sin far och var efter utbildningen verksam i faderns verkstad.
Salmson etablerade 1834 en bokhandel i Stockholm som han drev fram till 1840 då han sålde rörelsen.